# یک رودخانه برایم گریه کن
«یک رودخانه برایم گریه کن» (به انگلیسی: Cry Me a River) تک‌آهنگی از هنرمند اهل ایالات متحده آمریکا جاستین تیمبرلیک است که در ۲۵ نوامبر ۲۰۰۲ منتشر شد. این تک‌آهنگ در آلبوم توجیه (آلبوم) قرار داشت. این ترانه بر اساس رابطه تمیبرلیک با بریتنی اسپیرز نوشته شده‌است.
این تک‌آهنگ در چارت‌های استرالیا، والونیا، فرانسه، بریتانیا، فلاندرز، ایرلند، جزو ده ترانه اول قرار گرفت.